# Château de Westminster
 (juillet 2021).
Si vous disposez d'ouvrages ou d'articles de référence ou si vous connaissez des sites web de qualité traitant du thème abordé ici, merci de compléter l'article en donnant les références utiles à sa vérifiabilité et en les liant à la section « Notes et références ».
Pour les articles homonymes, voir Westminster (homonymie).
Le château de Westminster, également connu localement sous le nom de "Pilier de Feu" est un monument historique situé à Westminster, Colorado, au nord-ouest de Denver près de l'intersection de la 83rd et Federal. Il est inscrit sur le Registre national des lieux historiques, comme l'université de Westminster.

## De la conception à la construction
L'université de Westminster a d'abord été conceptualisée par le New-Yorkais Henri T. Mayham qui a convaincu le presbytère de Denver de construire une université presbytérienne sur le terrain qu'il possédait à Crown Point, le point culminant de ce qui était alors le comté d'Arapaho.

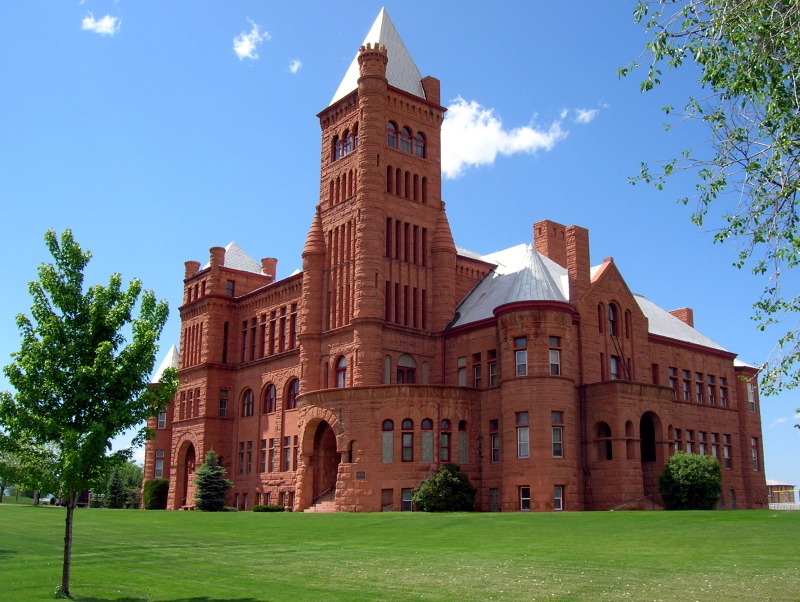
Le château de Westminster, 2008.

L'architecte E.B. Gregory a conçu et pose la pierre angulaire du bâtiment principal de l'université, qui devait être construit en pierre grise de la région de Coal Creek. Après les retards de construction causés par le manque du fonds, Mayham a engagé l'architecte newyorkais Stanford White pour terminer la conception et superviser la construction. White a changé un élément de conception principal, la pierre, en un grès rouge de la région de Red Rocks/Manitou. La conception de White a été achevée en 1893: 193 pieds de façade, 80 pieds de profondeur, trois étages, avec une tour distinctive de 175 pieds de haut.

## Sites externes
- (en-us) Université de Westminster
- (en-us) The Princeton of the West